# 320. pr. n. št.
320. pr. n. št. je osmo desetletje v 4. stoletju pr. n. št. med letoma 329 pr. n. št. in 320 pr. n. št.. 